# Toxocarpus gagnepainii
Toxocarpus gagnepainii är en oleanderväxtart som beskrevs av Ying Tsiang. Toxocarpus gagnepainii ingår i släktet Toxocarpus och familjen oleanderväxter. Inga underarter finns listade i Catalogue of Life.